# Gare de Tokyo Teleport
La gare de Tokyo Teleport (東京テレポート駅, Tōkyō Terepōto-eki) est une gare ferroviaire de l'arrondissement de Kōtō, à Tokyo au Japon. La gare est gérée par la compagnie Tokyo Waterfront Area Rapid Transit (TWR).

## Situation ferroviaire
La gare de Tokyo Teleport est située au point kilométrique (PK) 4,9 de la ligne Rinkai.

## Histoire
La gare est inaugurée le 30 mars 1996 pour l'ouverture de la ligne Rinkai.

## Service des voyageurs

### Accueil
Située en souterrain, la gare est ouverte tous les jours.

### Desserte
- Ligne Rinkai :
  - voie 1 : direction Ōsaki (interconnexion avec la ligne Saikyō pour Shinjuku et Ōmiya)
  - voie 2 : direction Shin-Kiba

## Dans les environs
- Miraikan
- Musée océanographique de Tokyo